# Luchthaven Hasvik
Luchthaven Hasvik (IATA: HAA, ICAO: ENHK) is een vliegveld in de gemeente Hasvik  op het eiland Sørøya in  de provincie Finnmark in het uiterste noorden  van  Noorwegen. Het vliegveld ligt zo'n 15 kilometer ten zuiden van de hoofdplaats van de gemeente. Het wordt geëxploiteerd door Avinor.
Het vliegveld werd geopend in 1973. Het had toen enkel een grasbaan. In 1983 werd het uitgebouwd en kreeg Hasvik een verharde landingsbaan. Het vliegveld wordt bediend door Widerøe dat dagelijkse vluchten verzorgt naar Tromsø en Hammerfest.